# IT-bubblan
IT-bubblan eller IT-boomen är en period under senare delen av 1990-talet och några år in på 2000-talet, då relativt nystartade bolag, så kallade dotcom-bolag med fokus på internet och/eller mobiltelefoni växte sig stora på kort tid, övervärderades och sedan tvingades i konkurs eller till försäljning vilket i sin tur ledde till den så kallade IT-kraschen. IT-bubblan var resultat av tilltron till "den nya ekonomin", och skeendet förklaras numera främst som en effekt av ett marknadspsykologiskt fenomen. Startdatum för IT-bubblan sätts ibland till den 9 augusti 1995 då Netscape börsintroducerades och ibland anges 6 mars 2000 som dagen då IT-bubblan sprack.

## Historik

### Bakgrund
Ett stort intresse och medial hausse kring mitten av 1990-talet av internets möjligheter i främst Nordamerika, Storbritannien och Skandinavien ledde till spekulationer kring hur den nya tekniken skulle kunna förändra befintlig affärsmodeller och klassisk affärslogik. I takt med att internet fick allt fler användare världen över och den genomsnittliga uppkopplingshastigheten mot internet ökade i takt med billigare uppkopplingskostnader och förbättrad teknik framstod möjligheterna att göra affärer som i det närmaste outtömliga.
När internet slog igenom runt 1994 talades det om en "ny ekonomi". Begreppet myntades av den dåvarande chefen för USA:s centralbank Alan Greenspan då han som en konsekvens av stora investeringar i ny teknik förutspådde ett kommande produktivitetslyft inom ekonomin. I den ”gamla ekonomin" värderades företag efter vinst och omsättning medan det i ”den nya ekonomin” plötsligt kunde finnas nya internetföretag som gjorde stora förluster och ändå värderades till många miljarder av marknaden. För att förklara detta skapades nya modeller där företagen bland annat värderades på antalet anställda.
Även om det var svårt att överblicka vilka effekter som internet skulle få på människors vardag och sättet på vilket vi kommunicerar och gör affärer var det tydligt att internet skulle kunna påverka allt. Succén med internetbokhandeln Amazon.com var redan ett faktum och många branscher fruktade att de skulle bli omsprungna av nätaktörer på det sätt som den amerikanska bok- och musikindustrin blivit. Detta gjorde att det i början av perioden dök upp mängder av företag som hoppades bli lika framgångsrika som Amazon.com när konsumenternas köpvanor förändrades på de sätt de hoppades. I slutet av perioden blev allt fler affärsidéer inriktade på försäljning företag till företag. Samtidigt började befintliga bolag att lansera sina egna nätsatsningar som en del av den egna verksamheten men ibland också som helt fristående bolag.

### Tidens logik
För att förstå varför så många nya bolag startades bör man förstå den nya affärslogik som gällde vid tiden:
- En affärsidé skulle förverkligas så snabbt som möjligt (time to market) för att vara först ut på marknaden inom sin nisch (så kallad first mover's advantage) och därmed kunna bli det varumärke som flest kunder skulle kunna känna till (top of mind).
- Att överinvestera i teknisk kapacitet. Eftersom den genomsnittliga uppkopplingshastigheten skulle komma att öka med tiden var det viktigt att bygga tekniska plattformar som dels kunde hantera många produkter på flera språk och i flera valutor för olika marknader vilket behövdes för den geografiska expansionen (se nedan). Dels skulle plattformarna kunna hantera rörliga bilder och ljud, även om de första versionerna av tjänsten inte skulle innehålla det för att inte göra de första besökarnas användarupplevelse långsam och oinspirerande. Paradoxalt nog ansågs det därför klokt att investera i teknik som man kanske skulle använda i framtiden.
- Att man skapade en plattform för tillväxt från början. Om man hade en riktigt bra affärsidé kunde man lika gärna lansera den i fjorton länder än bara i Sverige eftersom det var i de stora europeiska länderna som det stora antalet kunder fanns. I många av de projekt som startades planerade man från början med en paneuropeisk expansion genom att starta kontor i andra länder redan innan tjänsten hade lanserats i ett land. Att från början dra på sig stora overheadkostnader sågs inte som ett problem utan som förutseende på samma sätt som man hade en teknisk plattform för tillväxt.
- Att det var viktigt att skaffa sig en så stor databas med kundinformation som möjligt. Syftet med databasen var att kunna förstå vad kunderna ville ha men naturligtvis också att skicka erbjudanden till dem och i vissa fall att använda den aggregerade köpkraften hos kunderna för att kunna köpa in produkter till lågt pris. Detta rättfärdigade enorma marknadsföringsinsatser som i prospekt och affärsplaner uttrycktes som "kundanskaffningskostnad". Även marknadsföringen kunde därför ses som klok investering för framtiden.

Det är mot bakgrund av denna logik som man bör bedöma de flesta av de satsningar som gjordes. Företagsbyggande som tidigare tagit tio år skulle helst gå på några månader. Den stress att hamna i bakvattnet som de flesta, både nya och gamla aktörer kände, gjorde att de så kallade internetkonsulterna också hade högkonjunktur. Detta var konsultföretag som både kunde ge strategiskt rådgivning om den nya ekonomin och därefter hjälpa sina kunder att bygga den nya tidens lösningar och plattformar för tillväxt. Internetkonsultbranschen dominerades av svenska och amerikanska företag som Framfab, Icon Medialab, Sapient, Razorfish och MarchFirst som samtliga också var börsnoterade. Framfab var sent 1999 Europas största IT-konsult, där börsen värderade varje anställd till 7 miljoner kronor.
Många av de traditionella bolagen valde dock att, på grund av sin ovana vid den nya tekniken och dess möjligheter, genom allianser eller uppköp delta i den nya ekonomin vilket bidrog till att driva upp värderingarna på alla bolag. Antingen var bolag börskandidater eller uppköpskandidater. Bolagen kallades för dotcom-bolag eftersom de flesta av bolagsnamnen slutade med ".com". Börsvärdet för svenska telekombolaget Ericsson steg under perioden till som mest 1,8 biljoner kronor, vilket är mer än sju gånger börsvärdet 2014. Strax innan bubblan sprack stod Ericsson för 40 procent av börsens samlade värde.

### Bubblan växte
I takt med att några av de tidigaste bolagen som lanserats på nätet börsnoterades med mycket höga värderingar som följd, ökade värderingarna allt mer. Även internetkonsulterna var noterade och hade värderingar som inte kunde förklaras mot klassisk ekonomiska teorier om ett bolags substansvärde utan handlade snarare om en värdering per anställd vilket ledde till att anställningstakten ökade och konsulterna etablerade sig i ännu fler länder, organiskt eller genom förvärv. När Netscape börsintroducerades 9 augusti 1995 låg deras aktier på 28 amerikanska dollar och vid dagens slut hade värdet fördubblats till 58 dollar. Företaget hade startats ett drygt år tidigare och värderades vid börsintroduktionen till 3 miljarder dollar utan att ha gjort någon vinst. Vid slutet av 1995 var Netscapes aktier värda 174 dollar och dess börsintroduktion kan ses som starten på IT-bubblan. Många inspirerades av Netscapes användartal och hur aktievärde steg och ville göra samma resa. Under denna period startades det mängder av dotcom-bolag som alla försökte använda internet för att skapa nya tjänster och affärer.
Det var vid denna tid lätt att få lån till att starta IT-företag på ganska vaga planer. Exempel finns på ungdomar som kunnat låna över 100 miljoner dollar för sina företagslanseringar, företag som sedan fick börsvärden på 400 miljoner dollar utan att ens kunna få igång verksamheten. En ny affärslogik rådde där bolag värderades efter nya måttstockar som skalbarhet och snabb tillväxt. Det var viktigt att vara först och snabbt bli störst, vilket medförde att tempot på marknaden stegrades. I USA börsnoterades mer än 450 nya företag och över 100 av dem dubblade sitt börsvärde första handelsdagen. I Sverige startades mellan 1998 och 2000, 24 riskkapitalbolag, vilket var tre gånger fler än de föregående 25 åren.
De utlånande bankerna bidrog i många fall till bubblans tillväxt. Genom att omvandla (amorteringar och) arvoden till aktier i IT-bolaget, förbättrades bankens likviditet. För att få in sina satsade pengar behövdes då en börsintroduktion, för att få andra att bekosta bankens utgifter till IT-bolaget.
Genom ett antal spektakulära uppköp i miljardklassen av innovativa företag i USA, blev plötsligt ökningen av företagets marknadsvärde, genom att man drev upp framtida förväntade vinster, viktigare än nyckeltal som P/E-tal. Det var därför inte ovanligt, eller ansågs ologiskt, att nystartade företag som drevs av oerfarna entreprenörer värderades till mångmiljonbelopp med marknadskapitalisering per anställd på 10-40 miljoner. Flera av företagen hade mycket låg omsättning och visade stora förluster. Vissa bolag försökte räknas som IT-bolag genom satsningar inom området och därmed få del av en ökande börskurs. Det var förväntad tillväxt som drog till sig intresse, inte senaste vinstrapporten.
Bubblan hade börjat svälla och orsakade en allt mer febril aktivitet på börserna och allt fler människor anställdes i den nya ekonomin med spektakulära anställningsvillkor. Krigen om talangerna hårdnade och de företag som inte kunde erbjuda optionsprogram upplevde ibland svårigheter att anställa. I Sverige var Spray ett av de företag som var tidiga med att erbjuda de anställda personaloptioner. Månaderna kring millennieskiftet rådde kapplöpning om att hitta nya potentiella framgångsföretag att satsa på och de internetentreprenörerna behövde inte presentera mycket av substans för att få med sig riskkapitalisterna.
I takt med att bubblan växte ökade intresset för ekonomijournalistik och aktier bland svenska småsparare och fokuset låg till stor del på de nya techbolagen. Svenska tidningar gav aktietips, TV sände underhållningsprogram med börstema, politiker föreslog att Telia skulle bli en folkaktie och man släppte in aktier i pensionssystemet. Även bankerna rådde småsparare att satsa sina besparingar på aktier. Många svenska småsparare köpte aktier i Icon Medialab och Framfab.
En annan del som bidrog till börsbubblans expansion i Sverige, där småspararna indirekt var delaktiga, var utbredningen av fond- och pensionssparande. Detta medförde att kapitalet på börsen ökade under 1980- och 1990-talet. Många fondbolag investerade i Ericsson, som vid denna tid var dominerande på börsen. De flesta aktieportföljerna fick dock inte innehålla mer än 10 procent Ericsson-aktier vilket resulterade i en jakt på nya bolag med koppling till företaget. Stämningen på Stockholmsbörsen vid denna tiden har liknats vid ett pyramidspel.
Kring millennieskiftet hade Stockholmsbörsen på knappt 100 handelsdagar ökat med 80 procent, en unik uppgång i svensk näringslivshistoria. Börshysteri rådde såväl i Sverige som internationellt. Under samma period dubblerade 88 av bolagen på Stockholmsbörsen sitt värde och för 20 av dem, varav 15 it-bolag, steg värdet med över 300 procent. Internetkonsulten Icon Medialabs aktie steg med 460 procent under det sista kvartalet av 1999 och värderades då till 18,6 miljarder kronor. När bubblan sprack tre månader senare, hade värdet nästan dubblerats till 33 miljarder kronor.

### Bakgrunden till slutet

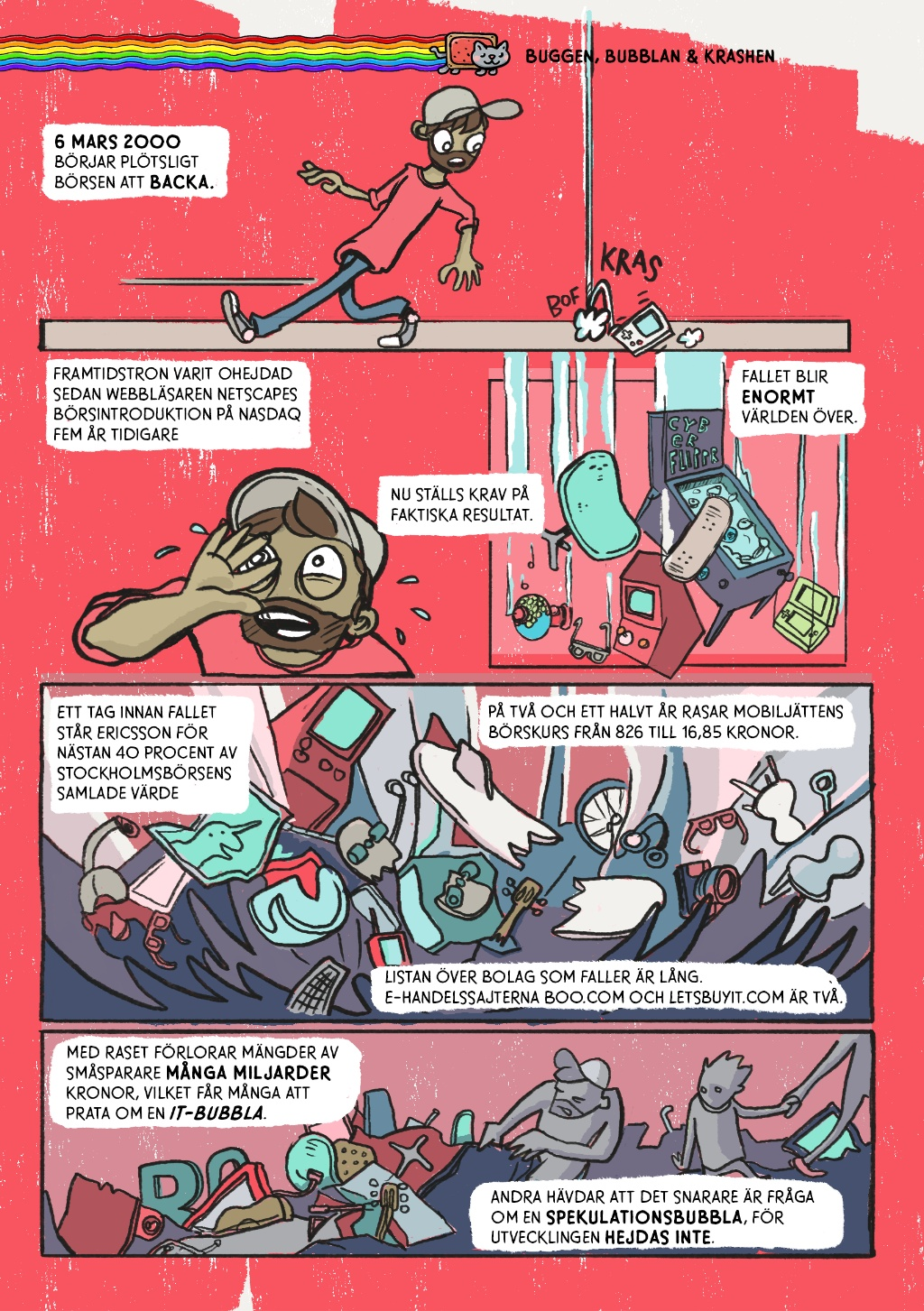
IT-kraschen illustrerad i Berättelsen om internet.

När klädkedjan Boo.com lanserades våren 1999 var det det mest omtalade dotcom-bolaget som attraherat några av de tyngsta investerarna och de mest namnkunniga modehusen för att sälja streetwear på nätet. Sajten var så tekniskt avancerad att de flesta kunder inte kunde besöka hemsidan och kunderna uteblev. De tilltänkta kunderna hade modem, medan chefer och investerare hade snabbare uppkoppling och tyckte sajten såg bra ut. Senare, i maj 2000, gick bolaget i spektakulär konkurs, vilken blev mycket analyserad och omskriven och början till ett tillnyktrande för hela branschen.
I takt med detta började dotcom-bolagen få krav från sina ägare på att kunna visa på substanser i bolaget enligt den gamla ekonomins sätt att räkna. Detta gjorde att stora nyemissioner inte längre accepterades rakt av, och snart började många bolag läggas ned, gå i konkurs eller säljas.
När bubblan till slut sprack orsakade den stora ekonomiska förluster över hela världen och många blev arbetslösa. De flesta av de tidigare så värdefulla optionsprogrammen blev värdelösa.

### IT-kraschen
IT-kraschen är en oprecis benämning på börsraset som inleddes i mars år 2000, företrädesvis inom branschen informationsteknik (IT), och den därpå följande kraftiga minskningen av efterfrågan på IT-tjänster. Kraschen var mer att betrakta som en finansbubbla som inte längre höll, vilken hade byggts upp av en extrem spekulation i framförallt IT-aktier, jämförbar med slutet av 1980-talet då marknadens aktörer spekulerade i fastigheter. Liksom när elektriciteten infördes i Europa eller när järnvägen byggdes ut i USA, kantades branschen av en osund aktiespekulation, och många företag förlorade över 90 procent av sitt marknadsvärde från toppen i mars 2000. 
Måndagen den 6 mars 2000 nådde Stockholmsbörsen sin högsta notering, 4 863 miljarder kronor, och sedan inleddes börsraset som ledde till konkurs för många IT-företag. Fram till börstoppen 6 mars 2000 hade den svenska aktiebörsens generalindex stigit med 80 procent på bara fem månader. Vid denna tid var det fortfarande många som inte trodde på börsens nedgång. Sveriges statsminister, och tidigare finansminister, Göran Persson uppmanade 25 mars 2000 svenskarna att köpa mer aktier och menade att börsen aldrig är övervärderad. Han fick medhåll av många ekonomiska experter, men riksbankschefen Urban Bäckström varnade för ett kommande börsras. Runtom i världen fortsatte IT-aktier att stiga ytterligare under en kort period, men när den tekniktunga amerikanska Nasdaq-börsen föll med 24 procent i april blev IT-kraschen ett faktum. På ett år sjönk Stockholmsbörsens värde med en tredjedel, 1 500 miljarder kronor. Förutom nya IT-företag som Framfab och Icon Medialab så drogs även stora anrika företag och industrijättar som Ericsson, ABB och Scania med i kraschen. Scanias värde halverades under denna period.
Raset fortsatte i över 900 dagar och drygt två tredjedelar av börsens värde försvann innan det vände. Stockholmsbörsen nådde sin botten i 7 oktober 2002 och då hade värden på 3 000 miljarder försvunnit. Börsraset var det största i svensk historia, tätt följt av Kreugerkraschen på 1930-talet. Inte förrän 2007 hade Stockholmsbörsens värde återhämtat sig till samma nivå som före kraschen.

### Efterspel
IT-bubblan betraktas numera främst som ett marknadspsykologiskt fenomen, en spiral av övervärderingar av företag. Den liknar den som drabbade fastighetsmarknaden under 1980-talet eller tulpanmarknaden under 1630-talet (se Tulpanmanin). I samband med IT-kraschen försvann även intresset för "den nya ekonomin".
Inom mjukvara blir lätt ett företag helt ledande inom sin nisch på grund av höga utvecklingskostnader och låga distributionskostnader. IT och internethandel som branscher har stor och växande omsättning, men det har varit stor utslagning. Under IT-bubblan fanns orealistiska förväntningar på att just det bolag man satsat på skulle bli ledande.
IT, som bransch på börsen, har efter IT-bubblans slut haft en mer normal utveckling liknande andra branscher. De som tjänat på IT-utvecklingen har dock inte i första hand varit IT-konsulterna, utan större internationella (främst amerikanska) teknikbolag som till exempel Google och Apple.
IT-bubblan byggde på orealistiska förväntningar. Däremot har internet och IT generellt utvecklats vidare, och många av de lösningar som (bland annat på grund av dålig bandbredd) inte fungerade 2000 gjorde det redan 2005. Det har tagit längre tid än man trodde 1999, och till exempel distanshandel har delvis gått över till nätet, olika snabbt för olika branscher. Kläder har under 10-talet haft stor tillväxt på näthandel, men fortfarande vill de flesta kunderna känna på kläderna och prova dem. Böcker har i högre grad övergått till näthandel, och i ännu högre grad angående musik.

## Bolag i den svenska delen av bubblan
Nedan finns en lista över några av de bolag som figurerade i den svenska delen av it-bubblan:
- Adcore – internetkonsult, sammanslagning av Information Highway och Connecta som levde kvar till 2014 då det köptes upp av Acando. Namnet Adcore används i dag (2019) av ett helt orelaterat bolag.
- Adacra – internetkonsult[15]. Domännamnet används i dag för en blogg.
- Bidlet.se – auktioner.
- Beanz – webbvaluta som aspirerade på att skapa global standard.
- Boo.com – försökte sälja modekläder via internet men försäljningen blev bara en bråkdel av vad man hade räknat med. Företagets snabba uppgång och likaledes spektakulära fall är troligen det mest extrema (och kända) exemplet på denna typ av företag
- Boxman.com – sålde musik och film. Namnet användes sedan för en filmuthyrningstjänst.
- Bredbandsbolaget – internetleverantör som grundades 1998 och såldes 2005 till Telenor för 6 miljarder kronor. Lever kvar och är framgångsrika.
- Cell Network[16] – internetkonsultbolag som bildades genom ett samgående där bland annat etablerade IT-konsulten Mandator ingick.
- DoBeDo – virtuell mötesplats.
- Dressmart – herrkläder.
- E2Home – samarbetsbolag som ägdes av Ericsson och Electrolux som gemensamt skulle utveckla lösningar för "det intelligenta hemmet"
- Ericsson – mobiltelefoner och mobilnät. På fötter idag, men inte i närheten av dess högsta börskurs. Har mött hårdnande konkurrens från bland annat Asien och har sålt telefontillverkningen och satsar på mobilnät.
- EveryDay.com – MTG:s portal på nätet.
- Europolitan – mobiloperatör, senare uppköpt av Vodafone, numera Telenor. Liknande marknadsandel idag, lägre vinst på grund av lägre priser. Vinsten har varken förr eller senare motiverat den börskurs bolaget hade ett tag.
- Framfab – femmannaföretaget i Lund, först under namnet Framtidsfabriken, som på tre år blev ett av Europas största Internetkonsultbolag med 3000 anställda i 13 länder. Är idag klart mindre men är stabila. 2006 gick Framfab ihop med LBI, ett bolag med rötterna i bland annat Icon MediaLab. 2009 slutade LBI använda namnet Framfab i sin verksamhet.
- Freesourcing – effektivisering av logistikkedjan. Företaget jobbar idag med inköpssystem B2B under namnet Symbrio.
- Icon MediaLab – i januari 2002 gick företaget samman med den nederländska konkurrenten Lost Boys. Det svenska dotterbolaget försattes i konkurs i maj samma år. Två år senare bytte bolaget namn till LB Icon AB. År 2006 gick bolaget ihop med Framfab under namnet LBI International AB.
- Ingo.se – datorspel. Numera används den av bensinmacken Ingo.
- Interesting.org – idéportal som numera används för grundaren Fredrik Häréns talarverksamhet
- Insplanet.com – försäkringsmäklare som överlevde.
- JobAgent – bemanningstjänster via nätet. Numera fusionerat med det traditionella bemanningsföretaget Want.
- MsFreckles – produkter och tjänster för kvinnor.
- MrBid – auktioner.
- MrJet – resor via nätet. Blev framgångsrik och köptes av eBookers.com som driver den vidare.
- LetsBuyIt.com – konsoliderad försäljningskraft skulle ge lägre priser. Har startat om med ny affärsmodell.
- Mind[17] - börsnoterad internetkonsult specialiserad på portaler.
- Mobi – utvecklade applikationer för mobiltelefoner.
- Passagen – webportal
- Reference – webbkonsult, senare känd som Resco. Uppköpt 2006 av Acando som i sin tur levde kvar till 2019 (numera en del av IT-konsulten CGI)
- Shortcut.nu – socialt karriärnätverk som ska ha inspirerat bland annat LinkedIn. Lever kvar som karriärportal
- Snowdrops.com – försäljning av kosmetik.
- Spray – webbportal.
- Steelscreen – B2B-marknadsplats för metall.
- Sumo.com – försäljning av "brunvaror".
- Telia – staten börsnoterade Telia (före detta Televerket) i juni 2000. Kursen gick snart ned ganska mycket. Telia, sedan 2003 sammanslaget med finska statliga Sonera är fortfarande en stor telekomoperatör.
- Toga.com – kläder och elektronik.
- Torget – handelsplats.
- Tradera – auktioner som överlevt. Uppköpt av eBay.
- YellowRent.com – förmedling av saker man kan hyra
- Wideyes.com – internetrekrytering. Blev uppköpta av Jobline 2000 som i sin tur blev uppköpta av Monster.com 2001.
- Zoovillage.com – streetmode. Finns fortfarande.